# Sturzkampfgeschwader 101
 (octobre 2012).
Si vous disposez d'ouvrages ou d'articles de référence ou si vous connaissez des sites web de qualité traitant du thème abordé ici, merci de compléter l'article en donnant les références utiles à sa vérifiabilité et en les liant à la section « Notes et références ».
La Sturzkampfgeschwader 101 (St.G.101) (101e escadron de bombardement en piqué) est une unité de bombardements en piqué de la Luftwaffe pendant la Seconde Guerre mondiale.

## Opérations
Le St.G.101 a mis en œuvre principalement des avions Junkers Ju 87.
L'unité est partiellement constituée, avec un Stab et 2 Gruppen.

## Organisation

### Stab. Gruppe
Le Stab./St.G.101 est formé le 8 décembre 1942 à Wertheim à partir du Stab/Sturzkampffliegerschule 1.

Le 18 octobre 1943, il devient Stab/SG 103. 
Geschwaderkommodore (Commandant de l'escadron) :
| Début              | Fin             | Grade  | Nom                                         |
| ------------------ | --------------- | ------ | ------------------------------------------- |
| 8 décembre 1942    | 1943 ?          | Oberst | Clemens Graf von Schönborn-Wiesentheid (en) |
| 1943 ?             | 31 août 1943    | Major  | Hubertus Hitschold                          |
| 1er septembre 1943 | 18 octobre 1943 | Major  | Bruno Dilley (en)                           |

### I. Gruppe
Formé le 8 décembre 1942 à Wertheim à partir du I./Sturzkampffliegerschule 1 avec :
- Stab I./St.G.101 à partir du Stab I./Sturzkampffliegerschule 1
- 1./St.G.101 à partir du 1./Sturzkampffliegerschule 1
- 2./St.G.101 à partir du 2./Sturzkampffliegerschule 1
- 3./St.G.101 à partir du 3./Sturzkampffliegerschule 1

Le 18 octobre 1943, le I./St.G.101 devient I./SG 103 avec :
- Stab I./St.G.101 devient Stab I./SG 103
- 1./St.G.101 devient 1./SG 103
- 2./St.G.101 devient 2./SG 103
- 3./St.G.101 devient 3./SG 103

Gruppenkommandeure (Commandant de groupe) :
| Début           | Fin             | Grade     | Nom                    |
| --------------- | --------------- | --------- | ---------------------- |
| 8 décembre 1942 | 30 juin 1943    | Hauptmann | Karl Reichardt         |
| ?               | ?               | ?         | ?                      |
| 11 octobre 1943 | 18 octobre 1943 | Hauptmann | Karl-Hermann Lion (en) |

### II. Gruppe
Formé le 18 février 1943 à Metz-Frescaty à partir du II./Sturzkampffliegerschule 1 avec : 
- Stab II./St.G.101 à partir du Stab II./Sturzkampffliegerschule 1
- 4./St.G.101 à partir du 4./Sturzkampffliegerschule 1
- 5./St.G.101 à partir du 5./Sturzkampffliegerschule 1
- 6./St.G.101 à partir du 6./Sturzkampffliegerschule 1

Le 18 octobre 1943, le St.G.101 est renommé II./SG 103 avec :
- Stab II./St.G.101 devient Stab II./SG 103
- 4./St.G.101 devient 4./SG 103
- 5./St.G.101 devient 5./SG 103
- 6./St.G.101 devient 6./SG 103

Gruppenkommandeure :
| Début           | Fin             | Grade     | Nom           |
| --------------- | --------------- | --------- | ------------- |
| 18 février 1943 | 18 octobre 1943 | Hauptmann | Herbert Pabst |